# 프렌즈 & 네이버스
《프렌즈 & 네이버스》(영어: Your Friends and Neighbors)는 애플 TV+에서 2025년 4월부터 방영된 미국의 블랙 코미디, 범죄 드라마이다.